# Mark Verheiden
Mark Verheiden (26 de março de 1956) é um escritor de tiras cômicas, séries e filmes.

## Filmografia
| Ano  | Filme            |
| ---- | ---------------- |
| 1994 | The Mask         |
| 1994 | Timecop          |
| 2007 | My Name is Bruce |